# (7553) Buie
(7553) Buie – planetoida z grupy pasa głównego asteroid okrążająca Słońce w ciągu 3 lat i 255 dni w średniej odległości 2,39 j.a. Odkrył ją Edward Bowell 30 marca 1981 roku w stacji Anderson Mesa, należącej do Lowell Observatory. Nazwa planetoidy pochodzi od Marca Buie (ur. 1958) – amerykańskiego astronoma. 